# عوف بن الحارث
عوف بن الحارث المعروف بـ عوف بن عفراء صحابي من الأنصار من بني غنم بن مالك بن النجار من الخزرج، شهد بيعة العقبتين في رواية الواقدي، وشهد غزوة بدر، فوقف هو وأخوه معوذ يومئذ في الصف بجنب عبد الرحمن بن عوف حتى يدلهما على أبي جهل عمرو بن هشام المخزومي، فدلهما عليه، فشدا معًا عليه، فأصاباه، وقتلهما، ثم أجهز عليه عبد الله بن مسعود.